# Reproductor d'àudio portàtil
El reproductor d'àudio portàtil és una de les tecnologies més desenvolupades i actualment encara en procés de cerca i millora constant.
La vida quotidiana de les persones s'ha caracteritzat per estar habitualment acompanyada per les melodies i músiques que han marcat etapes transcendentals en el món de la música o simplement la predominant del moment.
Així doncs, poder portar milers de músiques a qualsevol indret, en no més d'uns quants grams de pes, podem considerar-ho un luxe de no fa més de 20 anys.

## Evolució
Els primers aparells enregistradors i reproductors d'àudio van aparèixer a finals del segle xix.
Aquests estaven formats per una botzina, una agulla, un diafragma flexible i un disc de cera.
S'anomenaven tocadiscs.
La qualitat era força baixa, presentaven una resposta en freqüència molt irregular i alhora soroll de fregament de l'agulla amb el disc de cera.
El primer dispositiu de reproducció d'àudio mitjançant agulla, anomenat fonògraf, va ser inventat per Tomas A.Edison el 1877.
Posteriorment, el 1888, Emilio Berliner va inventar l'anomenat gramòfon, que triomfaria sobre el fonògraf.
La duració aproximada d'un disc de shellac per gramòfon era d'uns 4 minuts.
Durant la dècada dels 20 es van introduir els primers passos en l'enregistrament i reproducció electromagnètic, el qual consistia en un transductor electromagnètic capaç de convertir l'energia acústica en elèctrica i a l'inrevés.
Aquest model va possibilitar un increment de qualitat (millor resposta freqüencial) i desenvolupar cap als anys 40 els primers magnetòfons de cinta magnètica.
Als anys 50, amb tot el desenvolupament que havia acompanyat al tocadiscs, aparegué el disc de vinil, el qual es va convertir en el suport de distribució comercial de l'època. Presentava millores envers la qualitat i el marge dinàmic, 25 minuts per cara i una reducció important del soroll. S'anomenava de vinil, ja que el disc estava compost d'això, però també existien de plàstic, alumini i altres materials.

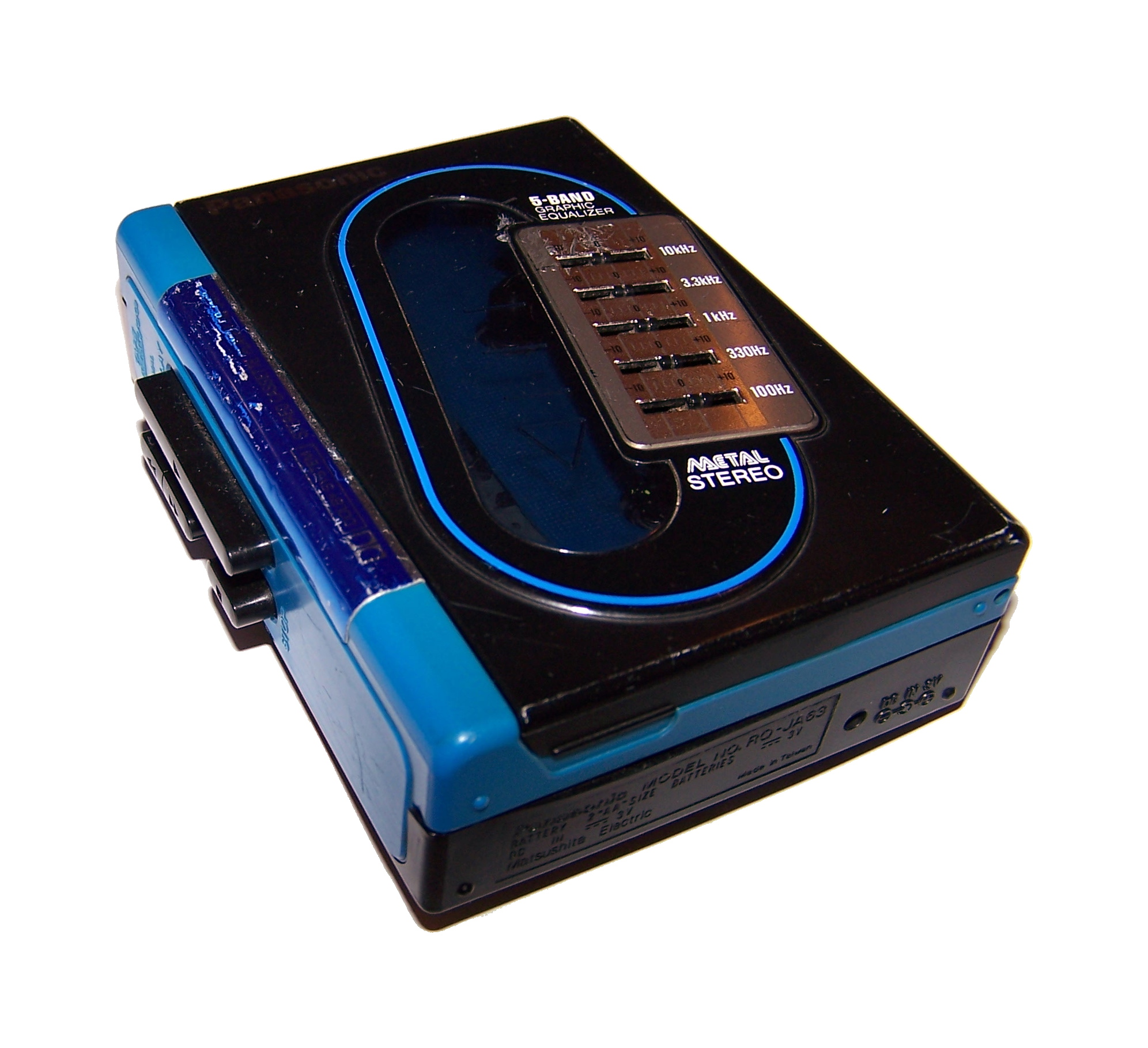
Reproductor de cassets estèreo Panasonic RQ-JA63

Als anys 60, Philips va llençar al mercat el reproductor de cassets. Aquest va anar evolucionant, passant pel Walkman i posteriorment, durant la dècada dels 80 amb el pas al món digital, pel DAT (reproductor de cinta d'àudio digital) amb l'ajut de Sony.
Paral·lelament, amb els avanços en el camp digital, Sony va desenvolupar els enregistradors i reproductors de CD's. Les companyies discogràfiques per por a la proliferació de còpies il·legals de CD's en DAT van mantenir els preus d'aquests últims a un nivell tal que van quedar només en ús en àmbits professionals.
Amb l'èxit aconseguit amb el CD, el qual es basava en la lectura d'un disc giratori a partir d'un làser, Sony i Philips van seguir camins diferents. El 1992 Philips va presentar el Casset compacte digital (DCC), aparició que va obligar a Sony a llençar al mercat el mateix any el Minidisc. El model de Philips no va aconseguir l'èxit que s'esperava i va desaparèixer del mercat el 1996.
Finalment, durant la dècada dels 90 i fins a actualment, amb el desenvolupament en el camp digital i l'aparició dels sistemes de compressió van aparèixer els reproductors de MP3 i d'altres formats, caracteritzats per tenir una memòria interna i possibles d'externes on s'emmagatzemen els fitxers de música prèviament codificats i poden ser descodificats i reproduïts.
Actualment, l'evolució d'aquestes tecnologies es troba en un punt d'expansió i desenvolupament constant, principalment centrada en els reproductors de formats comprimits, i oferint paral·lelament altres serveis com ara vídeo, imatges, i altres integrats sobre el mateix reproductor.

## Descripció
- Dispositius d'agulla:

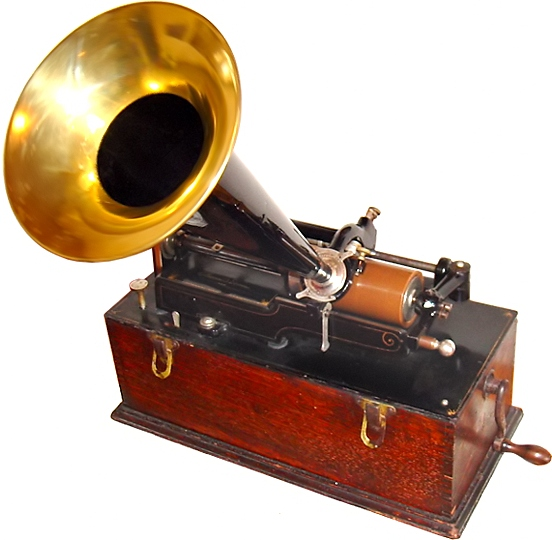
Fonògraf
Consistia en l'enregistrament i reproducció de so mitjançant un cilindre de cera, paper d'estany o plàstic que es feia girar sobre una agulla, aquesta pujava o baixava segons les variacions que tingues el cilindre i creava vibracions que s'amplificaven a través d'una botzina cònica.
Gramòfon
El funcionament és molt similar al del fonògraf, però aquest presenta un disc pla de shellac (informalment i incorrecta anomenat pissarra) en comptes d'un cilindre, i l'enregistrament s'efectuava generalment per amplitud lateral i no verticalment (com en el cilindre), encara que algunes companyies van estar produint discs tallats verticalment, sent la més famosa la companyia audiovisual francesa Pathé.
La velocitat de revolució òptima per un disc de shellac oscil·la en els discs gravats abans de l'estàndard (sent l'estàndard 78 rpm) entre 70 i 120 rpm, mentre que després de l'estàndard el disc gira sempre entre 70 i 80 rpm. Generalment, el disc es comença per l'exterior, encara que al principi, algunes feien començar el disc a l'interior.
Les dimensions més comunes són de 7polzades (entre 1898 i 1919), 10polzades (des de 1901) i 12polzades. Altres dimensions com 11 1/2polzades era usada habitualment per companyies com Pathé i altres mides poc comunes inclouen discs de 20polzades.
L'avantatge principal es trobava en el seu factor de producció, clar per fer un disc de gramòfon necessitaven únicament una mostra inicial i per premsat s'obtenia la resta, a diferència del fonògraf, que per la seva constitució cilíndrica necessitava un procés molt més complex. A més a més, la qualitat de la gravació era molt més alta que en un fonògraf.
Existien també discs d'alumini que es podien enregistrar per usuaris domèstics i que s'havien de reproduir usant agulles de fusta per no malmetre'ls.
Malauradament, la fragilitat del shellac actualment posa en perill tota la discografia emesa des del 1898 (almenys) fins a mitjans dels 50, havent-se perdut molts exemplars durant la guerra civil i la Segona Guerra Mundial.
Tocadiscs
A través d'un tocadiscs es reproduïa, mitjançant el fregament d'una agulla, un disc de vinil, el qual presentava millor qualitat respecte als materials emprats en la seva producció, amb tècniques que reduïen molt més el soroll ambiental que en el gramòfon i el fonògraf. Tot i això, el fet de reduir velocitat de rotació empitjorava notablement la qualitat, fins l'extrem en què els discs de 16 rpm varen caure en desús ràpidament. Els discs de vinil eren enregistrats analògicament i a l'hora de ser reproduïts es feia en diferents velocitats o revolucions per minut, depenent de com havien estat produïts. El més habitual era la reproducció a 16, 33 1/3 rpm i a 45 rpm, tot i que al principi també n'hi havia de 78 rpm (també existien discs de shellac de 12polzades a 33 1/3).
En l'actualitat se segueixen fabricant discs de vinil, però en petites quantitats. Són normalment utilitzat per Disc jockeys. Per evitar els problemes de fregament, han aparegut lectors òptics de vinils, tot i que tenen un preu molt elevat.
A partir d'aquest punt, amb el naixement del casset podríem considerar l'inici del desenvolupament dels reproductors d'àudio portàtils
- Cassets:

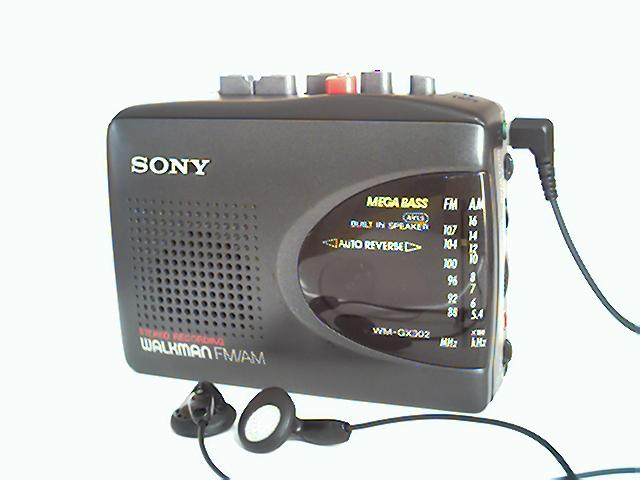
Walkman
El reproductor de casset va ser creat per Philips l'any 1963. Consumia poca energia i podien ser portàtils. A partir d'aquest primer model es va desenvolupar equips portàtils com ara el Walkman (1979), que podia ser alimentat per piles.
Basen el seu funcionament en l'enregistrament magnètic sobre una cinta, la qual llegirem posteriorment amb un transductor i el passarem a vibració sonora.
L'inconvenient principal recau en la pèrdua de capacitat de magnetisme de la seva cinta si l'exposem a múltiples gravacions.
DAT
És un suport d'enregistrament magnètic i reproducció de so digital. (permet l'enregistrament multipista)
Desenvolupat per Philips i Sony, va ser el primer format de casset digital comercialitzat.

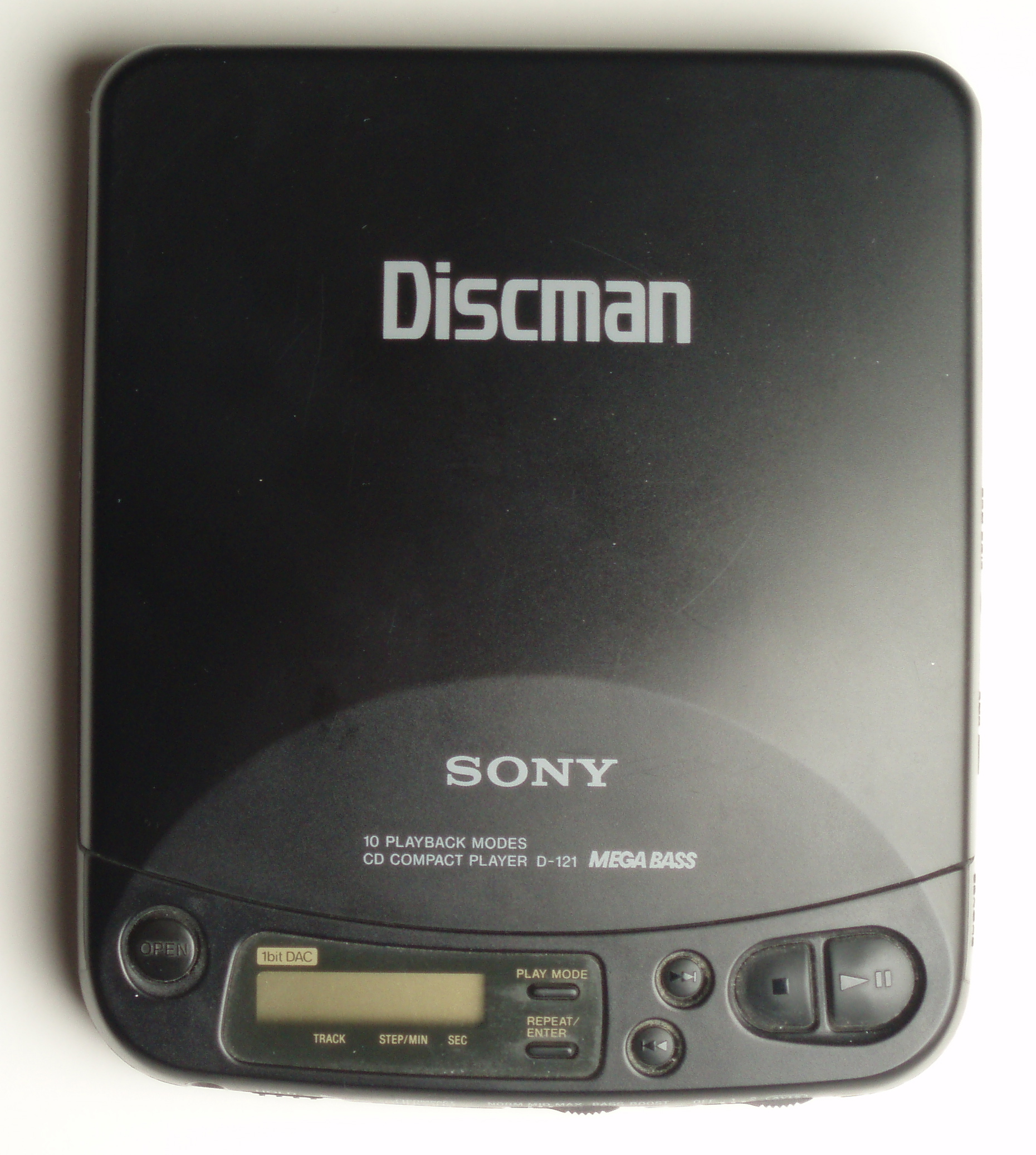
Disc compacte

Està dirigit al camp professional pel seu alt cost. A més, actualment existeixen discs òptics com el CD, DVD, etc.
- Disc compacte:

CD
Utilitzen la lectura òptica mitjançant un làser que incideix sobre una capa d'alumini reflectant.
La llum és reflectida i encaminada cap a un fotodíode receptor a través de lents. El desfasament entre llum reflectida ens permet convertir la informació òptica en binària, la qual s'envia posteriorment al conversor digital-analògic que la converteix en elèctrica.
Finalment només queda transforma-la en vibració sonora en els reproductors, on farem un processament i amplificació.
Minidisc
El minidisc va ser fabricat per la companyia Sony l'any 1992. És un format d'àudio digital d'alta qualitat emprant un petit disc de makolon recobert i encapsulat.
Va ser fabricat amb l'objectiu de reemplaçar els cassets compactes. S'utilitza tant en àmbits professionals com domèstic.
- Reproductor mp3:

És el reproductor més recent. Utilitza un format d'àudio digital comprimit amb pèrdua mitjançant algorismes que tracten en el domini freqüencial, eliminant aquelles component inaudibles per sistema auditiu humà, presentant un so idèntic en recepció al senyal original.
Utilitzen un software per la seva reproducció, per tant es perd la component física (disc, casset, CD, etc.) que sempre ens acompanyava.
El seu espai reduït permet també una major capacitat d'emmagatzament.

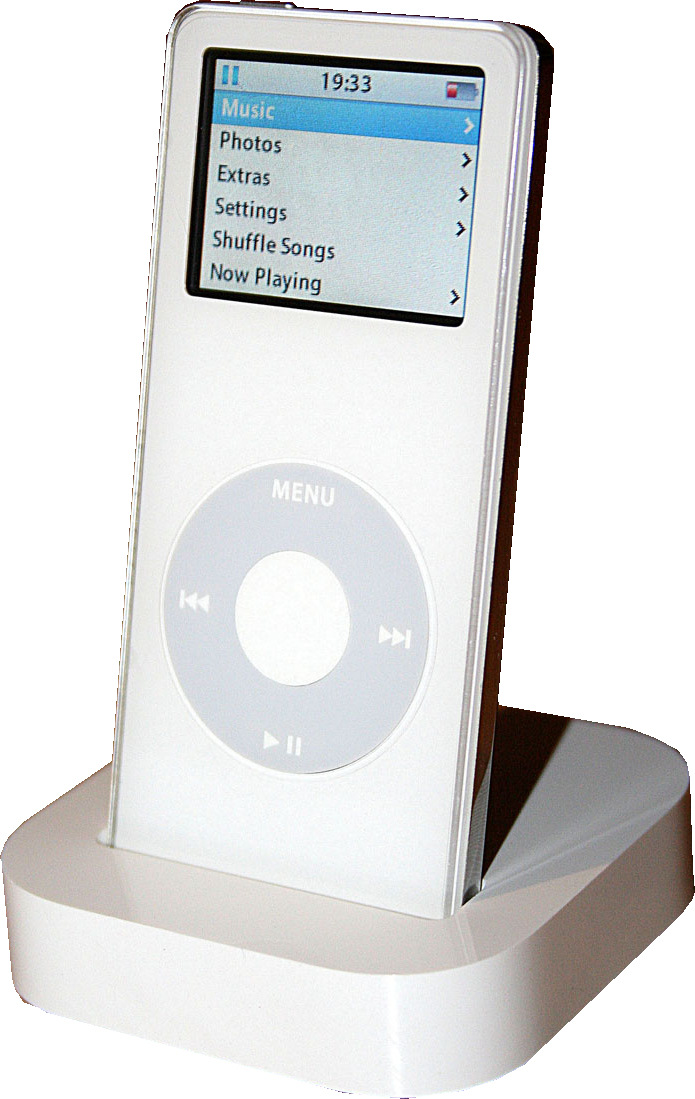
iPod
Amb el desenvolupament dels reproductors MP3 trobem diferents models que han esdevingut un èxit en el mercat. Això és degut a les prestacions que presenten i que s'expliquen en el següent apartat.
L'iPod a resultat un dels reproductors portàtils més desitjats per excel·lència. El seu disseny, capacitat, i prestacions en reproducció (àudio, vídeo i altres suports) el fan situar entre els capdavanters en el mercat de reproductors d'àudio del moment. (2007)

## Característiques
Reproductors MP3:
Capacitat
Cal considerar el nombre de cançons de les quals volem disposar, ja que no és tan senzill com demanar tenir-ne el màxim, ja que com més capacitat tinguem la mida i el pes augmenten, i proporcionalment també el preu. A més, no és pràctic demanar més capacitat de la que realment necessitaries, car aquest factor torna a recaure en el preu de l'aparell.
Actualment els reproductors portàtils d'àudio d'un mateix fabricant solen trobar-se en diferents capacitats. Els valors més usuals els trobem entre 1 i 20 GB.
Memòria
Existeixen dos tipus de memòria, interna (fixa) o externa (variable).
Normalment, la majoria de dispositius venen dotats amb memòria interna, però molts d'aquest (els més recents) incorporen les dues modalitats podent incorporar targetes de memòria al dispositiu.
Estètica i comoditat
El reproductor ha de ser portàtil. Per tant, ha de tenir una mida petita, fàcil de transportar i fins i tot poder practicar esport amb ell.
Els usuaris solen guiar-se per escollir el seu model amb igualtat entre les prestacions que ofereix i l'estètica d'aquest. Com més informació mostri el display del reproductor, es fa més agradable tractar amb aquest.
Això però repercuteix sobre l'autonomia o bateria de la qual disposem.
Consum energètic
La duració de la nostra bateria és un dels pilars bàsics de la portabilitat. Si no tenim garanties sobre quan podrà aguantar el nostre dispositiu en reproducció, és molt probable que en prescindim finalment.
Aquest concepte és més complicat del que a priori sembla.
Les principals fonts d'energia que utilitzen els dispositius són piles i bateries recarregables.
A més, alguns aparells presenten la possibilitat d'afegir bateries externes que presenten una mida superior i alhora major duració.
A mesura que implementem funcionalitats, i ja no només referides a l'àudio, sinó altres prestacions que podem trobar avui en dia en els reproductors portàtils (fotos, vídeos...), major és el consum d'energia i, per tant, menor la duració de la nostra vida útil del dispositiu.
Haurem de buscar, per tant, un equilibri entre prestacions i autonomia.
Formats
Existeixen molts formats d'àudio, comprimits i sense comprimir.
MP3 i WMA són dels més populars. Existeixen altres formats desenvolupats per companyies com ara Atrac per Sony, i AAC per Apple. Aquests, alhora conviuen amb molts d'altres, OGG, ASF, etc.
Per obtenir èxit amb el nostre model hem de ser capaços de reproduir una ampla gamma de formats, o si més no, els més populars. Diferents dispositius d'última generació, amb altres prestacions han fracassat en el mercat per no comptar amb més formats a reproduir.
Gravació de veu i Ràdio FM
Ens pot interessar no limitar-nos en la reproducció del nostre àlbum musical. Per això molts reproductors disposen de ràdio FM i altres extres com ara la gravació de veu.
D'altra banda, aquestes prestacions no solen presentar una qualitat gaire elevada. Per exemple, en el cas de la gravació de veu a través d'un micròfon incorporat no es pot fer a gaire distància, i el senyal que capta sol ser bastant dèbil.
Emmagatzemar altres tipus de dades (USB)
Una qualitat molt elogiada entre els consumidors és disposar de capacitat per emmagatzemar altres dades i poder passar-les a través dels ordinadors mitjançant una connexió USB.
Hi ha dispositius que requereixen instal·lar un software a l'ordinador per poder llegir les dades de l'interior del reproductor.
Qualitat
L'aspecte més important és la qualitat en reproducció.
Tots els aspectes anteriors no són pràctics si alhora de reproduir no obtenim un senyal nítid i correcte en tota la gamma de freqüències. En tractar en format digital, els dispositius compten d'unes sèries d'equalitzacions i amplificacions que els permeten adequar millor el so, i alhora oferir la possibilitat de ser connectats amb altres dispositius d'àudio que disposin d'entrada externa.
Utilitzar auriculars de major sensibilitat és un fet imprescindible si volem millor qualitat sonora.